# Кінологічні види спорту

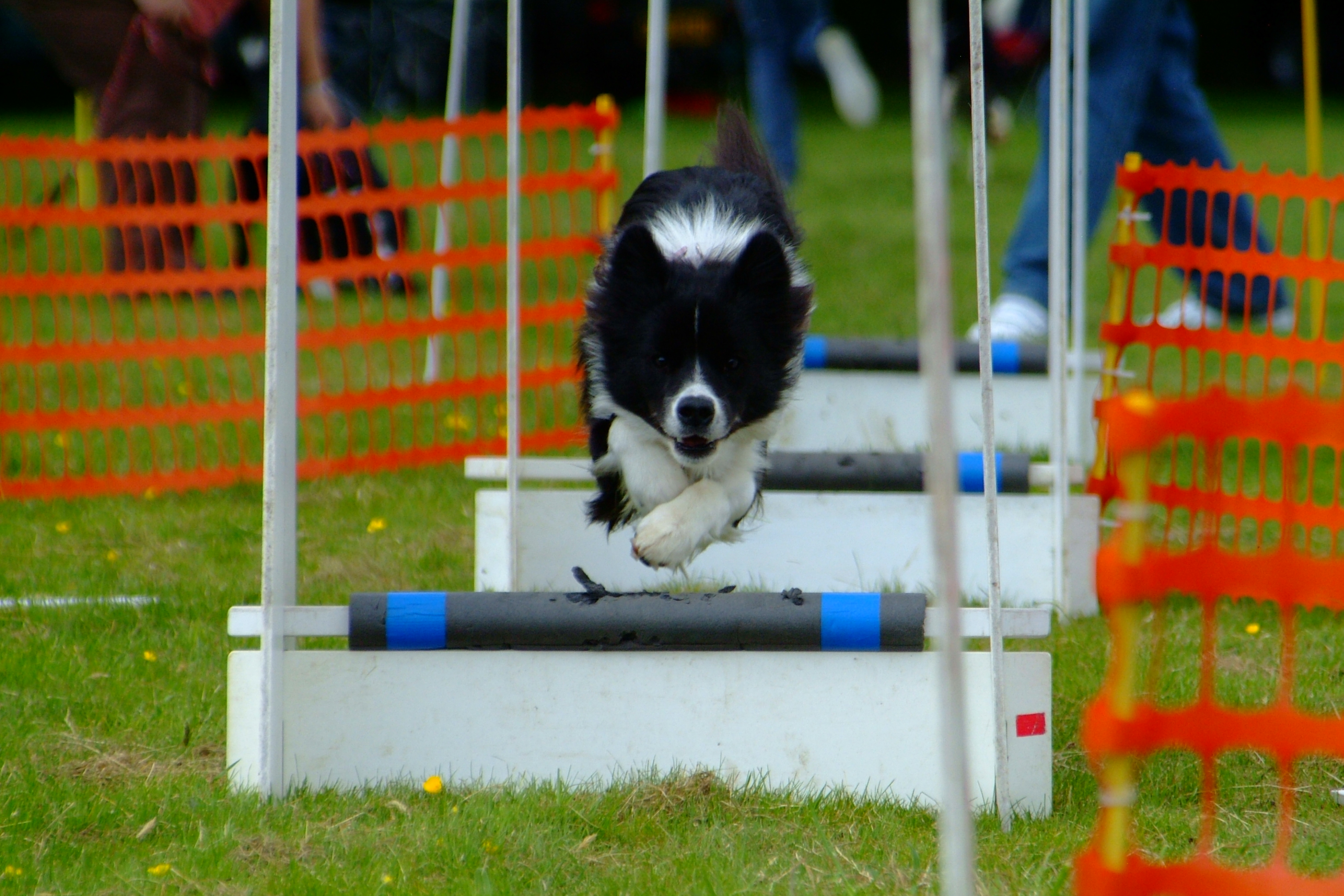
Бордер-коллі на трасі для флайболу

Кінологічні види спорту — загальна назва видів спорту, якими займаються собаки. До них належать, серед іншого:
- аджиліті — смуга перешкод для собак
- канікрос — біг по пересіченій місцевості з собакою
- курсинг — собачі перегони на треку
- догфрісбі — різні варіанти метання пластикової тарілки
- догтрекінг — марш або біг із собакою з елементами спортивного орієнтування
- догтрекінг — гірський туризм з собакою
- манекен — робота зі штучним (текстильним) витягом
- флайбол — змагання з кидком м'яча з автомата
- слухняність — спортивна слухняність
- собачі упряжки — гонки на собачих упряжках
- вівчарські випробування (випас) — спеціалізація вівчарок
- перетягування ваги — особливо для порід биків
- робота носа– нюхова робота

Це форми проведення вільного часу з собакою, засновані на роботі без насильства та примусу. Вони приносять радість і собаці, і господареві. Завдяки різноманіттю кінологічних видів спорту такі форми дуже популярні, наприклад, під час виставок собак.
Існують також різновиди кінологічного спорту для людей з обмеженими можливостями.